# Abu Abedalá Alcaim
Abu Abedalá Maomé Almadi Alcaim Biamir Alá (em árabe: أبو عبد الله محمد المهدي القائم بأمر الله; romaniz.: abū ʿabd allāh muḥammad al-mahdī al-qāʾim bi-ʾamr allāh; Tamegroute, c. 1460? – 1517), mais conhecido somente como Abu Abedalá Alcaim, foi um monarca marroquino, fundador da dinastia saadiana e do Sultanato Saadiano que controlou boa parte do território do atual Marrocos.

## Origem
De origem árabe, era pretendente ao título de xarife como descendente do profeta Maomé e de seu neto Haçane ibne Ali, filho mais velho de Ali e de Fátima. Este parentesco prestigioso que era admitido por todos na época, foi posto em dúvida no século XVII; ele poderia não descender de Maomé mas da sua ama Halima da tribo dos Banu Sade de onde viria o nome de Saadianos dado à dinastia.

## Santa Cruz do Cabo de Gué
Em 1506, segundo Leão, o Africano, quando a Fortaleza de Santa Cruz do Cabo de Gué (Agadir), capitaneada por João Lopes de Sequeira, ainda não estava acabada, vieram assaltá-la  as tribos  dos Haha e do Suz, para "reaver" a fortaleza de "Guarguessem". Receberam a ajuda de gente de terra longínqua e elegeram por chefe da armada o xarife Maomé Alcaim. Como o cerco durava, com morte de muitos, a gente do Suz fez um pacto com o xarife, pondo uma tropa de 500 cavalos à disposição dele, para combater os cristãos. O xarife serviu-se dessas forças para ocupar a região e tomar o poder.

### Segundo cerco da Santa Cruz
No mês de Agosto de 1511, é por iniciativa da irmandade Xadhiliyya, que Abu Abedalá Alcaim, instalado em Tarudante, sul de Marrocos, perto de Agadir, começa  uma guerra santa contra os portugueses, com uma tentativa novamente falhada contra a Fortaleza de Santa Cruz do Cabo de Gué, que será tomada em 1541 por seus filhos.
Mas provavelmente em fins de 1512, foi possivelmente o mesmo xarife que conquistou o Castelo de Bem Mirão, que o capitão da fortaleza de Santa Cruz João Lopes de Sequeira também tinha edificado perto de Tamgahrt : "o qual lhe tomarão os Mouros por traição".
Foi pai dos sultões Amade Alaraje e Maomé Axeique, este último acabando por reinar sobre o Marrocos inteiro.